# Estación de Ecoparc
Ecoparc es una estación de la Línea 10 del Metro de Barcelona, ubicada sobre un viaducto en la calle A de la Zona Franca, a la altura de la entrada a la Zona de actividades logísticas (ZAL) del Puerto de Barcelona, de las cocheras de TMB y de la planta de tratamiento de residuos Ecoparc. Se inauguró el día 7 de noviembre de 2021, cuando llegaron a la Línea 10 del Metro de Barcelona trenes adaptados de la serie 9000, provenientes de la Línea 4 del Metro de Barcelona.
Cuenta con (escaleras mecánicas y ascensores) y las puertas de andén por seguridad.

## Características
Comparte la misma estructura de construcción que ZAL - Riu Vell, Port Comercial y Zona Franca, estando las cuatro estaciones sobre viaducto (las únicas estaciones del Metro de Barcelona en superficie). El viaducto debe continuar hasta Pratenc, pero termina abruptamente en Riu Vell, quedando la continuación sin fecha de construcción.

## Historia
La estación fue proyectada dentro del trazado de la nueva L9/L10 incluido en el Plan Director de Infraestructuras (PDI) 2001-2010, aprobado en 2002. En este proyecto inicial figuraba como terminal de la L10 en su extremo sur, junto a unas cocheras y talleres, pero posteriormente se modificó el PDI para prologar la línea hasta Pratenc. Durante el proyecto constructivo la estación fue denominada Zona Franca | ZAL.
Dada la dificultad de soterrar las vías en la Zona Franca, por los niveles freáticos cercanos a la superficie y la gran cantidad de servicios en el subsuelo (oleoductos, gasoductos, etc.), los técnicos decidieron que el paso de la L10 por el polígono se realizaría mediante un viaducto por la calle A. El 13 de octubre de 2003 el consejero Felip Puig inauguró las obras de construcción del paso elevado, sobre el que se ubica la estación, cuya entrada en servicio estaba inicialmente prevista para 2006. Sin embargo, las obras en el ramal sur de la L10 sufrieron numerosos retrasos debido a problemas en la financiación y en los trabajos de perforación de la tuneladora en los ramos subterráneos. En 2015 terminó la construcción del viaducto, pero las estaciones previstas sobre esta infraestructura quedaron sin finalizar por falta de presupuesto para completar su acondicionamiento. En 2016, con la entrada en servicio de la L9 Sud, los trenes empezaron a circular por el viaducto sin realizar parada en la estación, utilizándolo como ramal técnico hasta las cocheras y talleres de la ZAL.
En abril de 2017 la Comisión de Nomenclatura de la Autoridad del Transporte Metropolitano (ATM), de acuerdo con el Ayuntamiento de Barcelona, acordó cambiar el nombre por Port Franc y posteriormente, en noviembre de mismo año, la ATM aprobó el definitivo Ecoparc.

## Líneas
| << cabecera                    | < estación      | línea | estación >                    | cabecera >>    |
| ------------------------------ | --------------- | ----- | ----------------------------- | -------------- |
| Metro                          |                 |       |                               |                |
| ZAL \| Riu Vell Pratenc (20??) | ZAL \| Riu Vell |       | Port Comercial \| La Factoria | Collblanc Gorg |

## Cocheras y talleres

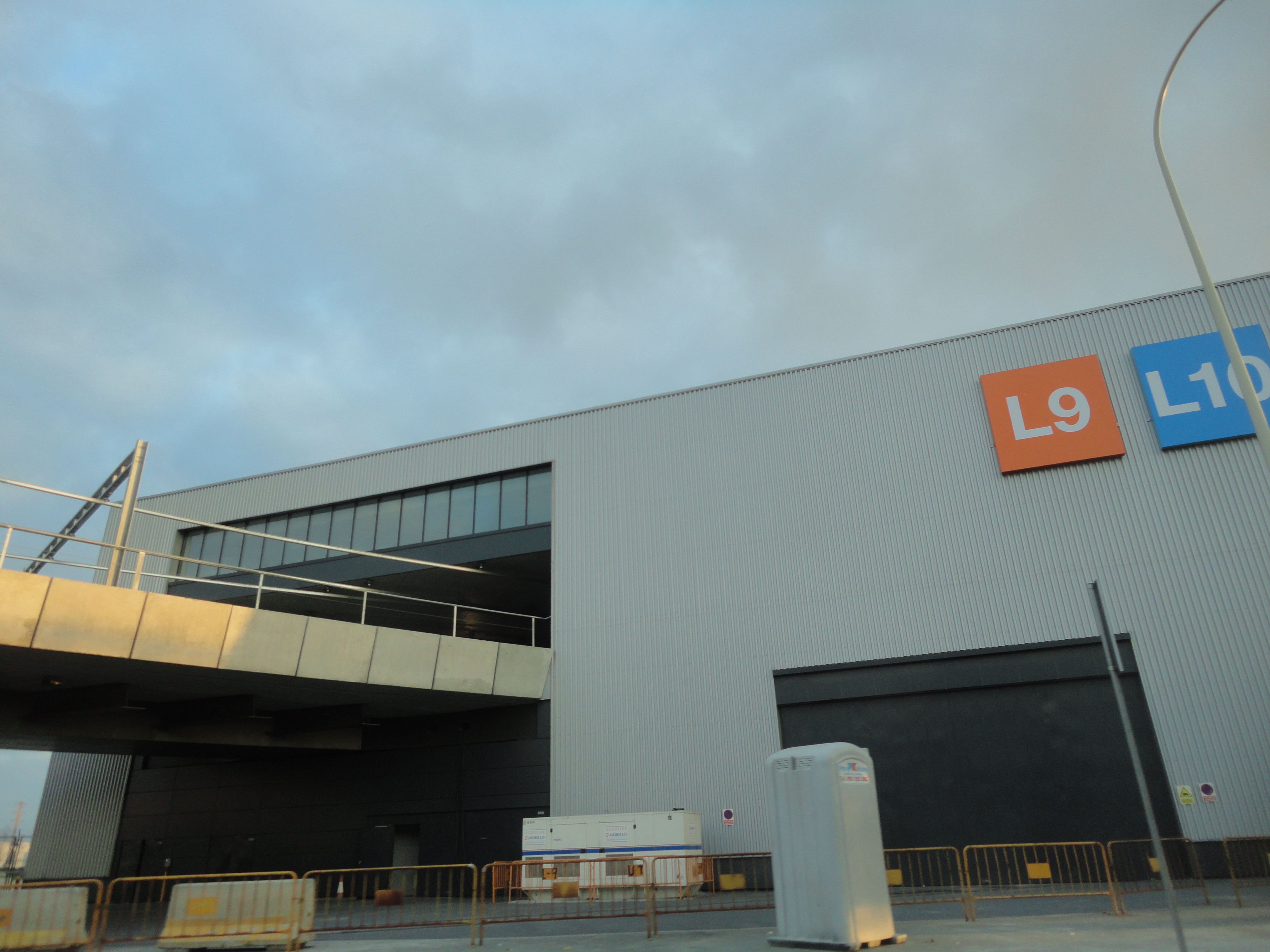
Taller ZAL de TMB

Debido a que Ecoparc fue concebida originalmente como terminal de línea, anexa a la estación se construyó la cochera y taller ZAL, a la que se accede por una bifurcación del viaducto. Estas instalaciones de TMB están operativas desde 2016 para dar servicio a los trenes de la L9 Sud y, desde 2018, también de la L10 Sud. En un futuro está previsto su traslado junto a la proyectada terminal de Pratenc.
También junto a la estación de Ecoparc se encuentran las cocheras de autobuses de Zona Franca, base de la flota de vehículos de gas natural comprimido de TMB. Está prevista su ampliación para convertirla en la cochera más grande España.